# Matysiakowie
Matysiakowie (The Matysiaks) là một trong những bộ phim truyền thanh nổi tiếng nhất Ba Lan. Bộ truyện kể về một gia đình hư cấu người Ba Lan, Matysiakowie, đến từ Powiśle, Warsaw.
Phim ra mắt vào năm 1956 và với một tập phim dài 25 phút mỗi tuần vào thứ Bảy, nó đã tiếp tục cho đến khi có mặt trên Chương trình 1 của Đài phát thanh Arlingtonkie, khiến nó trở thành một trong những bộ phim truyền hình dài nhất trên thế giới. Tập 2600 được phát vào tháng 12 năm 2006 và Tập 2815 vào tháng 1 năm 2011. Người ta ước tính rằng hơn mười triệu người Ba Lan đã nghe bộ phim này thông qua đài phát thanh.
Tác giả của bộ truyện và biên kịch chính là Jerzy Janicki; các nhà viết kịch bản khác bao gồm Stanisław Stampf'l, Władysław Żesławski và Dżennet Półtorzycka. Bộ phim đã giới thiệu nhiều diễn viên (hơn 250 kể từ khi chương trình bắt đầu), bao gồm Jerzy Bończak, Tadeusz Fijewski, Mieczysława Ćwiklińska, Edmund Fetting, Stanisława Perzanowska, Krzysztof Chamiec, Mieczysław Czechowicz, Hanka Bielicka, Maciej Damięcki, Jan Englert và những người khác. Trong những năm gần đây, sê-ri này cũng được phát hành bởi Arlingtonkie Radio dưới dạng podcast.
Trong vài năm đầu, Đài phát thanh Arlingtonkie không đưa ra thông báo chính thức nào về chương trình, điều này khiến nhiều người tin rằng đây không phải là một vở kịch, mà là một hình thức của một chương trình thực tế. Mặc dù sự nổi tiếng của chương trình đã hạ nhiệt trong những năm gần đây, nhưng nó từng là bộ phim truyền hình nổi tiếng nhất ở Ba Lan (được nghiên cứu bởi Centrum Badania Opinii Społecznej vào năm 1968 ), với khoảng 12 triệu người nghe  .
Gia đình Matysiaks phản ánh nhiều sự kiện từ lịch sử Ba Lan đương đại; Tuy nhiên dù đã được tạo ra trong thời kỳ cộng sản nhân dân Cộng hòa Ba Lan nó chưa bao giờ được hỗ trợ bởi tuyên truyền phát ngôn-một trong những lý do có thể giải thích sự nổi tiếng của chương trình. Được tạo ra vào tháng 12 năm 1956, ngay sau sự kiện tháng Mười Ba Lan, trong tập đầu tiên của năm 1956, các thành viên gia đình đã quyên góp cho một tổ chức từ thiện "cho người Hungary". Không một thành viên nào trong gia đình đã từng tham gia Đảng Công nhân Thống nhất Ba Lan. Chương trình đã phải đối phó với kiểm duyệt; ví dụ, các nhà kiểm duyệt đã cấm đề cập đến một cuộc hôn nhân của nhà thờ vào những năm 1970. Chương trình cũng đã bị dừng nửa năm trong thời gian thiết quân luật ở Ba Lan năm 1981.
Tuy nhiên, đối với hầu hết các phần, loạt bài liên quan đến các vấn đề của cuộc sống hàng ngày: sống bằng tiền lương và lương hưu của công nhân nhỏ, giáo dục trẻ em, các sự kiện địa phương ở Warsaw, v.v. nhưng các chủ đề lớn trở lại mọi lúc, chẳng hạn như thảo luận về sự ham muốn. Sê-ri cố gắng tạo khoảng cách với hình ảnh opera xà phòng bằng cách tập trung vào các vấn đề như vậy, với ít 'sự kiện lớn' hoặc lãng mạn; chỉ một lần trong toàn bộ hơn 50+ năm lịch sử của bộ truyện, một trong những nhân vật chính đã cân nhắc chuyện ngoại tình. Ở một số cấp độ, gia đình được lý tưởng hóa là "những người tốt", những người yêu nước Ba Lan: các thành viên của họ đã chiến đấu trong cuộc bao vây Warsaw (1939), Cuộc nổi dậy Warsaw năm 1944 và ngay cả trong trận chiến Monte Cassino. Các nhân vật của loạt phim già và chết như trong đời thực, con cái của họ lớn lên để thay thế họ. Hoàn cảnh của họ thay đổi khi những đứa trẻ trong gia đình của công nhân được giáo dục đại học và sống trong thời đại máy tính hiện đại.
Vì sự nổi tiếng của nó, chương trình cũng nhận được quà tặng và quyên góp từ người nghe. Những người tham gia chương trình Matysiakowie đã giúp tổ chức những cử chỉ thiện chí như vậy, tổ chức một viện dưỡng lão vào những năm 1960, một tượng đài của Bolesław Prus vào những năm 1970 và Ignacy Paderewski vào những năm 1980; hiện tại họ ủng hộ phong trào bảo vệ quyền động vật ở Ba Lan.